# N794 (België)
De N794 is een Belgische gewestweg in de Hasselt. Deze weg vormt de verbinding tussen de R71 en de R70.
De totale lengte van de N794 bedraagt ongeveer 1 kilometer. De route ligt aan de westkant van de Kolenhaven van Hasselt. Aan de oostkant van deze haven ligt de N795.

## N794a
De N794a is een voormalige verbinding tussen de N794 en de N795. De route ging met een brug over de haven niet al te ver van de R70 afgelegen. De route had een lengte van ongeveer 100 meter. Inmiddels is deze brug afgebroken en is de N794 grotendeels ingericht als eenrichtingsverkeersweg.